# Pepeljasti tinamu
Pepeljasti tinamu (lat. Crypturellus cinereus) je vrsta ptice iz roda Crypturellus iz reda tinamuovki. 
Njegovi fosili datiraju čak nekoliko desetaka milijuna godina unatrag. Brzi refleksi igraju jako bitnu ulogu u njegovu preživljavanju. 

## Rasprostranjenost i stanište
Živi u močvarnim i nizinskim šumama do 700 metara nadmorske visine na sjeveru Južne Amerike. Preferira staništa u blizini potoka ili guste močvarne šume, koja su tamna i bujna. Udomaćen je u južna Kolumbiji, južnoj Venecueli, Surinamu, Gvajani, Francuskoj Gvajani, sjevernom i zapadnom Brazilu, istočnom Ekvadoru, istočnom Peruu i sjevernoj Boliviji. 

## Opis
Pepeljasti tinamu dosta je tih i tajanstven. Prosječno je dug otprilike 30 centimetara. Najveći dio tijela mu je dimljivo-sive boje. Prepoznaje se po crvenkasto-smeđoj kruni i potiljku. Boja mu pomaže u stapanju s okolišom, tako da ga grabežljivci ne mogu lako prepoznati. Donji dijelovi tijela ponešto su svjetliji od ostatka tijela, a noge su blago narančaste. Ženka je uglavnom malo veća od mužjaka.

## Prehrana
Prehrambene navike pepeljastog tinamua ovise o godišnjem dobu i staništu u kojem žive, ali uglavnom je biljožder. Ljeti mu se prehrana sastoji od manjih plodova, sjemenki i malih beskralježnjaka. Zimi najčešće jede razne sjemenke i bobice prikupljene na tlu. Nije nasilan pri potrazi hrane, ali često zna pogledati ispod lišća ili koristiti kljun za kopanje. 

## Vanjske poveznice
|  | Zajednički poslužitelj ima stranicu o temi Crypturellus cinereus    |
|  | Zajednički poslužitelj ima još gradiva o temi Crypturellus cinereus |
|  | Wikivrste imaju podatke o taksonu Crypturellus cinereus             |